# Xanthoparmelia nigrocephala
Xanthoparmelia nigrocephala är en lavart som beskrevs av Kurok. Xanthoparmelia nigrocephala ingår i släktet Xanthoparmelia och familjen Parmeliaceae.   Inga underarter finns listade i Catalogue of Life.